# Ніколаєвський Лев Соломонович
Лев Соломонович Ніколаєвський (? — ?) — радянський діяч, народний комісар харчової промисловості Української СРР.

## Біографія
Член РКП(б).
Перебував на відповідальній роботі в Українській СРР. На 1925 рік — уповноважений Цукротресту по УСРР.
До 1932 року — член колегії Народного комісаріату постачання СРСР.
З 15 грудня 1932 року — заступник голови Державної планової комісії (Держплану) при Раді народних комісарів Української СРР.
На 1934 — жовтень 1936 року — уповноважений Народного комісаріату харчової промисловості СРСР по Українській СРР.
22 жовтня 1936 — 1937 року — народний комісар харчової промисловості Української СРР.
Подальша доля невідома.